# ゴスペラッツ
ゴスペラッツ (GOSPE★RATS) はゴスペラーズおよびラッツ&スターからの選抜メンバーによるスペシャルユニット。

## 概要
2005年夏、東京と大阪での「情熱大陸スペシャルライブ」にて、鈴木雅之とスペシャルゲストとしてゴスペラーズの村上てつや、酒井雄二が参加。そこへラッツ&スターの佐藤善雄も含む四名で、ラッツ&スターのトレードマークともいえる黒塗りメイクで登場し、グループ往年のヒット曲を歌唱した。初めて黒塗りを経験した村上と酒井は顔が痒かったという。このライブを契機に翌年には同じくラッツ&スターの桑野信義が加わり、CDデビューする運びとなった。主な楽曲は、井上大輔の遺作が中心である。ラッツ＆スターの立ち位置に倣い、鈴木・佐藤・桑野は同グループでの位置へ、村上は田代まさしの、酒井は久保木博之の位置に立つ（向かって左から、佐藤、村上、鈴木、酒井、桑野）。
2006年7月29日、昨年に引き続き開催された同ライブイベントの大阪公演にて活動終了。
2015年に再始動し、テレビアニメ『バリィさんのいまばり弁講座』の音楽を担当。

## メンバー
ラッツ&スターより
- 鈴木雅之
- 桑野信義
- 佐藤善雄（現・インディーズレーベルファイルレコード代表取締役社長）

ゴスペラーズより
- 村上てつや
- 酒井雄二

## ディスコグラフィ

### アルバム
|     | リリース日                                      | タイトル                | 備考               |
| --- | ----------------------------------------------- | ----------------------- | ------------------ |
| 1st | 2006年4月19日（CD） 2006年7月13日（アナログ盤） | ゴスペラッツ            | 初回限定盤・通常盤 |
| 2nd | 2015年9月2日                                    | GOSPE☆RATS 〜ペラッII〜 | 初回限定盤・通常盤 |

### 配信音源
- 禁煙スウィング（2008年8月27日）
ダウン・タウン・ブギウギ・バンドの「スモーキン・ブギ」を大瀧詠一が改詞し鈴木が「竜ヶ崎宇童」名義で歌った「禁煙音頭」のカバー。のちに鈴木のデビュー30周年記念ライブアルバム「MASAYUKI SUZUKI 30TH ANNIVERSARY LIVE THE ROOTS〜could be the night〜」へボーナストラックとして収録された。
- Pap-Pi-Doo-Bi-Doo-Ba 物語
大滝詠一のカバー。鈴木のデビュー30周年記念ライブアルバム「MASAYUKI SUZUKI 30TH ANNIVERSARY LIVE THE ROOTS〜could be the night〜」へボーナストラックとして収録。

## エナメル・ブラザーズ
エナメル・ブラザーズは、2007年に鈴木雅之（ラッツ&スター）と黒沢薫（ゴスペラーズ）により結成された日本の音楽ユニット。

### メンバー
エナメル・ブラザーズ
- 鈴木雅之 from ラッツ&スター
- 黒沢薫 from ゴスペラーズ

武田と哲也
- TAKE from Skoop On Somebody
- 村上てつや from ゴスペラーズ

### 概要
2006年1月8日
- FM-802 「SPECIAL REVUE for U」にゲスト出演した際、木村佳乃によるプロデュースライブにてエナメル・ブラザーズが誕生。

同年7月16日
- 第1回「SOUL POWER なにわSUMMIT」（WTCオープンエアースタジアムにて15000人動員）にてオープニングアクトをつとめる。

同年7月26日 - 27日
- 「SOUL POWER TOKYO SUMMIT」（代々木第一体育館2DAYSで22,000人の動員）に参加。

2007年7月11日
- エナメル・ブラザーズが1stシングル「She's My Girl」をリリース。カップリングでは、新たに結成されたユニット“武田哲也（TAKE from Skoop On Somebody＋村上てつや from ゴスペラーズ）（現在は「武田と哲也」に改名）”が海援隊の「母に捧げるバラード」をカバーし、デビュー・シングルをリリース。

同年30日-31日
- 第2回「SOUL POWER 東京SUMMIT 2007」に参加（日本武道館）。

同年8月11日
- 「SOUL POWER なにわSUMMIT 2007」に参加（万博記念公園もみじ川芝生広場）。

その後も、SOUL POWER SUMMIT等に参加。